# Storia della nanotecnologia
Sebbene la nanotecnologia sia uno sviluppo relativamente recente nella ricerca scientifica, l'avanzamento dei suoi concetti centrali si realizza su un periodo di tempo più lungo.

## Visione d'insieme
NeI 1965, Gordon Moore, uno dei fondatori della società Intel, fece l'incredibile previsione che il numero dei transistor che si potevano fare entrare in una data area sarebbero raddoppiati ogni 18 mesi per i prossimi dieci anni. Successe davvero, e il fenomeno divenne noto come legge di Moore. Questo andamento continuò molto più in là dei dieci anni predetti fino ad oggi, andando da appena poco più di 2000 transistor nei processori originali 4004 del 1971 a oltre 700.000.000 transistor nel Core 2. Ci fu, naturalmente, una corrispondente diminuzione della grandezza dei singoli elementi elettronici, dai millimetri degli anni '60 ai centinaia di nanometri nei moderni componenti circuitali.
Allo stesso tempo, le comunità di chimica, biochimica e genetica molecolare si sono mosse in un'altra direzione. Nello stesso periodo, è diventato oltremodo possibile indirizzare la sintesi, in provetta o negli organismi viventi modificati.
Infine, l'ultimo quarto di secolo ha visto progressi incredibili per quanto riguarda la nostra abilità di controllare e manipolare la luce. Possiamo generare impulsi luminosi così corti di pochi femtosecondi (1 fs = 10−15 s). Anche la luce ha una dimensione e questa dimensione è anche riferita a una scala di centinaia di nanometri.
Perciò adesso, all'inizio di un nuovo secolo, tre potenti tecnologie si sono incontrate su una scala comune — la nanoscala — con la promessa di rivoluzionare sia il mondo dell'elettronica che quello della biologia. Questo nuovo campo, che noi riferiamo come nanotecnologia biomolecolare, trae molte possibilità dalla ricerca fondamentale nella biologia molecolare e biofisica per applicazioni nei biosensori, nella lotta biologica, nella bioinformatica, genomica, medicina, nell'uso del computer, nell'immagazzinamento dell'informazione e nella conversione di energia.

## Sfondo storico
Gli esseri umani hanno inconsapevolmente impiegato la nanotecnologia per migliaia di anni, per esempio nella fabbricazione dell'acciaio, nelle pitture e nella vulcanizzazione della gomma. Ognuno di questi processi dipende dalle proprietà di complessi atomici stocasticamente formanti veri e propri nanometri in dimensione, e sono distinti dalla chimica per il fatto che essi non dipendono dalle proprietà di singole molecole. Ma lo sviluppo del corpo di concetti adesso classificati sotto il termine nanotecnologia è stato più lento.
La prima menzione di alcuni dei concetti peculiari in nanotecnologia (ma che precede l'uso di questo nome) si ha nel 1867 con James Clerk Maxwell quando propose come un esperimento mentale una piccola entità nota come Demone di Maxwell capace di trattare singole molecole.
Le prime osservazioni e misurazioni di dimensione di nano-particelle vennero fatte durante il primo decennio del XX secolo, associate soprattutto a Richard Adolf Zsigmondy che fece uno studio dettagliato di soluzioni colloidali di oro e altri nanomateriali con dimensioni al di sotto dei 10 nm e ancor più. Egli pubblicò un libro nel 1914.. Usava l'ultramicroscopio che impiegava il metodo del campo scuro per vedere particelle di dimensioni molto minori della lunghezza d'onda della luce. Zsigmondy fu anche il primo che usò il nanometro esplicitamente per caratterizzare la dimensione della particella. La determinò come 1/1.000.000 di millimetro. Egli sviluppò il primo sistema di classificazione basato sulla dimensione della particella nel campo del nanometro.
Ci sono stati molti sviluppi significativi durante il XX secolo nel caratterizzare nanomateriali e fenomeni correlati, appartenenti al campo di interfaccia e scienza dei colloidi. Negli anni '20, Irving Langmuir e Katharine Burr Blodgett introdussero il concetto di monostrato, uno strato di materiale spesso (come) una molecola. Langmuir vinse il Premio Nobel per la chimica con questo suo lavoro. Agli inizi degli anni '50, Derjaguin e Abrikosova condussero la prima misurazione delle forze di superficie .
Ci sono stati molti studi di strutture colloidali periodiche e di principi di auto-assemblaggio molecolare che sono visionati nel saggio . Molte altre scoperte servono come base scientifica per la moderna nanotecnologia, consultabili nei "Fondamenti di Interfaccia e Scienza dei Colloidi" di H.Lyklema .

## Origini concettuali
L'argomento di nanotecnologia venne di nuovo sfiorato in C'è un sacco di spazio giù in fondo, un discorso fatto dal fisico Richard Feynman in una conferenza della Società di Fisica Americana tenutasi a Caltech il 29 dicembre 1959. Feynman descrisse un processo mediante cui poteva essere sviluppata l'abilità di manipolare singoli atomi e molecole, utilizzando una serie di strumenti precisi per costruire e operare un'altra serie proporzionalmente più piccola, così giù fino alla scala di cui si necessitava. Nel corso di questo, egli notò, che le questioni di graduazione sorgerebbero dalla grandezza mutevole di vari fenomeni fisici: la gravità diventerebbe meno importante, la tensione di superficie e l'attrazione di van der Waals diventerebbe più importante, ecc. Questa idea di base appare fattibile, e l'assemblaggio esponenziale l'accresce con il parallelismo per produrre una quantità utile di prodotti finali. Alla conferenza, Feynman annunciò due sfide, offrendo la somma di 1000 dollari a chi per primo ne risolvesse ognuna. La prima sfida coinvolgeva la costruzione di un nanomotore, che, sorprendendo Feynman, venne ottenuto nel novembre del 1960 da William McLellan. La seconda sfida implicava la possibilità di ridimensionare le lettere in modo abbastanza piccolo da poter sistemare l'intera Enciclopedia Britannica sulla testa di uno spillo; questo premio venne rivendicato nel 1985 da Tom Newman.
Nel 1965 Gordon Moore osservò che i transistor al silicio erano sottoposti a un processo continuo di miniaturizzazione, un'osservazione che venne più tardi codificata dalla legge di Moore. Nel frattempo la dimensione minima del transistor è diminuita da 10 micrometri a 45-65 nm nel 2007; un oggetto minimo è perciò lungo 180 atomi di silicio. Nella seconda metà del 2011, sono in commercio micoroprocessori che si basano su tecnologie da 32 nm, mentre sono a uno stato avanzato studi per la produzione di transistor a 22 nm.
Il termine "nanotecnologia" venne per prima definito da Norio Taniguchi dell'Università Scientifica di Tokyo in un documento del 1974  come segue: la "'Nano-tecnologia' consiste principalmente nell'elaborazione di separazione, consolidamento, e deformazione di materiali da un atomo o una molecola". Fin da quel tempo la definizione di nanotecnologia è stata generalmente estesa per comprendere caratteristiche della grandezza dell'ordine dei 100 nm. Inoltre, l'idea che la nanotecnologia comprenda strutture che mostrano aspetti della meccanica quantistica, come i punti quantici, ha ulteriormente evoluto la sua definizione.
Anche nel 1974 il processo di deposizione di uno strato atomico, per depositare pellicole sottili uniformi uno strato atomico alla volta, venne sviluppato e brevettato dal Dr. Tuomo Suntola e collaboratori in Finlandia.
Negli anni '80 l'idea di nanotecnologia come deterministica, piuttosto che stocastica, trattamento di singoli atomi e molecole, venne concettualmente esplorata in profondità da Dr. K. Eric Drexler, il quale promosse l'importanza tecnologica di fenomeni su nano-scala e i mezzi, attraverso discorsi e libri Motori di creazione: l'era in arrivo della nanotecnologia (Engines of Creation: The Coming Era of Nanotechnology) e Nanosystems: Molecular Machinery, Manufacturing, and Computation Archiviato l'8 ottobre 2019 in Internet Archive., (ISBN 0-471-57518-6). L'idea di nanotecnologia di Drexler è spesso definita "nanotecnologia molecolare" (MNT, Molecular NanoTechnology) o "manifattura molecolare", e Drexler a un certo punto propose il termine "zettatech" che non divenne mai popolare.
Nel 2004 Richard Jones scrisse un libro divulgativo sulla nanotecnologia chiamato Soft Machines (nanotecnologia e vita), pubblicato dalla Oxford University. In questo libro descrisse la nanotecnologia radicale come un'idea deterministica/meccanicistica di nano machine progettate che non tengono conto delle sfide su nanoscala come quelle di umidità, rigidità, moto browniano, alta viscosità (esposizione di Drexler). Spiegò anche cos'è la nanotecnologia soft o più appropriatamente la nanotecnologia biomimetica che è il modo avanzato, se non il migliore, per progettare nanodispositivi funzionali che possano avere a che fare con tutti i problemi relativi alla nanoscala. Si può pensare alla nanotecnologia soft come allo sviluppo di nanomacchine che usa le lezioni imparate dalla biologia su come le cose funzionano, la chimica per progettare in modo preciso tali dispositivi e la fisica stocastica per modellare in dettaglio il sistema e i suoi processi naturali.

## Progressi sperimentali
La nanotecnologia e la nanoscienza ebbe una spinta agli inizi degli anni '80 con due sviluppi maggiori: la nascita della scienza dei cluster e l'invenzione del microscopio a effetto tunnel (STM, Scanning Tunneling Microscope). Questo sviluppo condusse alla scoperta dei fullereni nel 1985 e alla mansione strutturale dei nanotubi di carbonio pochi anni dopo. In un altro sviluppo, vennero studiati la sintesi e le proprietà dei nanocristalli semiconduttori. Ciò produsse un veloce incremento del numero di nanoparticelle semiconduttrici di punti quantici.
Agli inizi degli anni '90 Huffman e Kraetschmer, dell'Università dell'Arizona, scoprirono come sintetizzare e purificare grandi quantità di fullereni, aprendo la porta alla loro caratterizzazione e funzionalizzazione a centinaia di ricercatori nell'amministrazione e nei laboratori industriali. Poco dopo, venne scoperto che il rubidio drogato C60 era un superconduttore di media temperatura (Tc = 32 K). A un meeting della Materials Research Society del 1992, T. Ebbesen (NEC) descrisse a un pubblico incantato la sua scoperta e la caratterizzazione dei nanotubi di carbonio.  Usando gli stessi strumenti o simili come quelli di Huffman e Kratschmere, centinaia di ricercatori svilupparono ulteriormente il campo della nanotecnologia basata sui nanotubi.
Nel 2007 la pratica della nanotecnologia abbraccia sia gli approcci stocastici (con cui, per esempio, la chimica supramolecolare crea mutande (pants) impermeabili) e approcci deterministici in cui le singole molecole (create dalla chimica stocastica) vengono manipolate su superfici di substrato (create dai metodi di disposizione stocastici) tramite metodi deterministici, spingendole con sonde STM o AFM e facendo modo che si realizzino leganti o reazioni di clivaggio. Il sogno di una nanotecnologia molecolare complessa, deterministica, resta vago. Dalla metà degli anni '90, migliaia di ricercatori della scienza della superfici e tecnocrati delle pellicole sottili hanno fatto propria la causa della nanotecnologia ridefinendo le loro discipline come nanotecnologia. Questo ha causato molta confusione nel campo specifico e ha generato migliaia di documenti riferiti alla "nano" nella letteratura recensita. La maggior parte di queste relazioni sono estensioni della ricerca più ordinaria fatta nei campi di origine.
Per il futuro, si tenta di trovare alcuni mezzi per l'evoluzione progettuale della MNT in nanoscala che imita il processo di evoluzione biologica su scala molecolare. L'evoluzione biologica procede per variazione casuale in aggregati medi di organismi combinati che raccolgono le varianti di meno successo con quelle di più favorevoli per la riproduzione; i progetti di ingegneria in macroscala procedono anche tramite un processo di evoluzione di progetto, dalla semplicità alla complessità come stabilito talvolta in modo ironico da John Gall: "un sistema complesso che lavora invariabilmente si trova ad evolversi da un sistema semplice che lavorava ... Un sistema complesso progettato malamente (scratch) non lavora mai e non può essere rattoppato per farlo lavorare. Si deve partire oltre, iniziando con un sistema che lavora". Un passo significativo nella MNT è necessario che proceda dagli aggregati atomici semplici con cui possono essere costruiti, per es., un STM per sistemi complessi della MNT tramite un processo di evoluzione di progetto. Un handicap in questo processo è la difficoltà di vedere e confrontare la manipolazione su nanoscala con la macroscala creando una selezione deterministica di esperimenti di difficile successo; al contrario l'evoluzione biologica procede tramite l'azione di ciò che Richard Dawkins definiva "orologiaio cieco" (blind watchmaker)  comprendente la variazione molecolare casuale e la riproduzione / estinzione deterministica.